# Nikephoros Gregoras
Nikephoros Gregoras (mittelgriechisch Νικηφόρος Γρηγοράς; * um 1295 in Herakleia Pontike; † 1359/1361) war ein byzantinischer Geschichtsschreiber, Theologe, Schriftsteller und Astronom.

## Leben
Über den familiären Hintergrund des Nikephoros Gregoras ist nur wenig bekannt. Er verlor seine Eltern wohl in der Kindheit und wurde dann von Bischof Johannes von Herakleia Pontike erzogen, seinem Onkel mütterlicherseits. Er kam um 1315 nach Konstantinopel und wurde Schüler von Theodoros Metochites sowie Vertrauter des Patriarchen Johannes XIII., dem die Begabung des belesenen Gregoras auffiel. Kaiser Andronikos II. Palaiologos wurde wegen seines Lerneifers sowie seines rhetorischen Talents auf ihn aufmerksam und wollte ihn zum Chartophylax (Hüter der Archive) ernennen. Dies lehnte Gregoras allerdings mit Hinweis auf seine Unerfahrenheit höflichst ab, dennoch stand er weiterhin in der Gunst des Kaisers. 1324 schlug Gregoras eine Kalenderreform vor, die der Kaiser aber aufgrund bestehender Vorbehalte glaubte, nicht durchsetzen zu können; erst fast zweihundert Jahre später wurde sie durch Papst Gregor XIII. verwirklicht. 1326 ging Gregoras als Gesandter des Kaisers nach Serbien, widmete sich ansonsten aber ganz seinen umfangreichen Studien. Als Andronikos 1328 von seinem Enkel Andronikos III. Palaiologos entmachtet wurde, verlor Gregoras sein Vermögen und zog sich ganz ins Privatleben zurück, blieb aber ansonsten von Repressalien verschont, wogegen sein Mentor Theodoros Metochites verbannt wurde. Gregoras blieb beiden eng verbunden und besuchte etwa den gestürzten Kaiser mehrmals im Quartier, in dem er gefangen gehalten wurde.
In der Zeit zwischen 1329 und 1333 wurde Gregoras wohl das Opfer von Verleumdungen durch Neider, die seine wissenschaftliche Reputation beschädigen wollten, wogegen er sich aber vehement wehrte. 1331 nahm er an zwei öffentlichen Diskussionen mit Barlaam von Kalabrien teil, in denen Barlaam beide Male unterlag. Dieser Sieg vergrößerte seinen Ruhm noch einmal und brachte ihm eine große Zahl von Schülern ein; seine Bekanntheit stieg und seine Werke wurden offenbar häufig gelesen und kopiert. 1332 starben gleich zwei seiner Freunde, der ehemalige Kaiser Andronikos II. (der 1330 gegen seinen Willen Mönch geworden war) und Theodoros.
Es gelang Nikephoros Gregoras, die Gunst Kaiser Andronikos’ III. zu erlangen, der ihn 1333 mit der Durchführung der erfolglosen Verhandlungen für eine Union der orthodoxen und katholischen Kirchen mit den Gesandten des Papstes Johannes XXII. beauftragte. Im Hesychastenstreit nahm Gregoras Stellung gegen Gregorios Palamas, den Führer der Hesychastenpartei. Bereits 1341 war gegen Gregoras verhandelt worden. Nachdem die Lehre des Palamas auf einer Synode im Mai 1351 bestätigt und seine eigenen Ansichten verurteilt worden waren, verbrachte Nikephoros Gregoras einen Arrest im Chorakloster. Erst 1354 kam er wieder frei und agierte weiter gegen den Palamismus. Gregoras starb exkommuniziert, seine Leiche wurde auf üble Weise zur Schau gestellt. Sein genaues Todesdatum ist nicht bekannt, oft wird 1359 angenommen, teils aber auch 1360 oder 1361.

## Werke

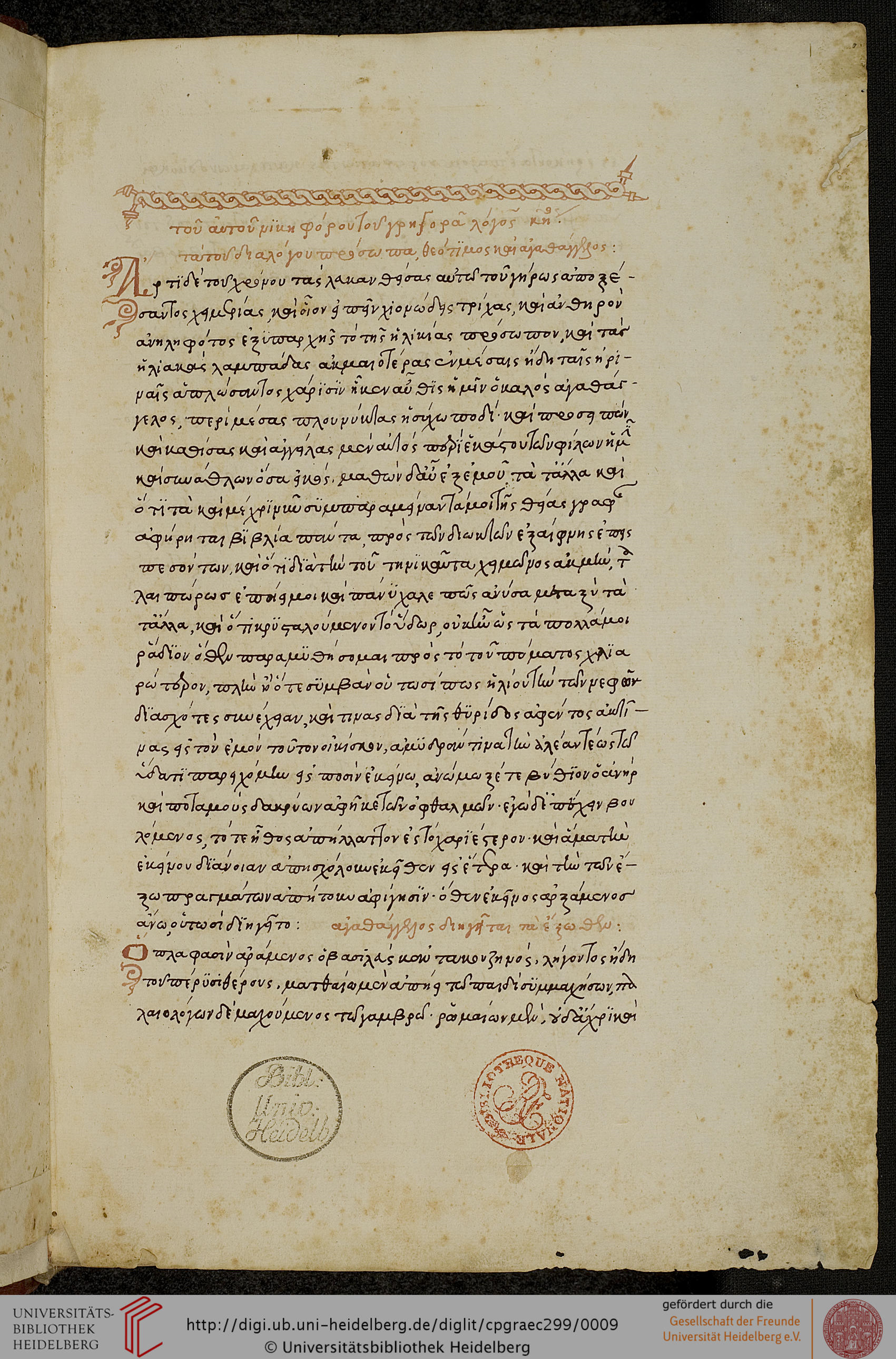
Beginn der Byzantina historia (f. 1 r.) im Codex Palatinus graecus 299, Universitätsbibliothek Heidelberg

Nikephoros Gregoras, der besonders Platon verehrte, galt bereits zu Lebzeiten als großer Gelehrter, der auch literarische Ambitionen verfolgte. Er gilt als regelrechter Universalgelehrter und verfasste zahlreiche Werke, darunter Reden, Biographien sowie philosophische, astronomische, mathematische, geschichtliche und theologische Abhandlungen.
Sein Hauptwerk ist die Rhomäische Geschichte in 37 Büchern. Es behandelt die Zeit von 1204 bis 1359, wobei zahlreiche Exkurse (etwa zur Astronomie und Geographie) und theologische Traktate in die Darstellung eingeflochten sind. Nach einem kurzen Rückblick über die Zeit seit der Eroberung Konstantinopels 1204, wofür Georgios Akropolites als wichtiger Gewährsmann fungiert, wird vor allem die Zeitgeschichte ausführlich behandelt. Das Werk stellt eine wichtige Quelle für diese Phase der byzantinischen Geschichte dar; spätestens für die Zeit nach 1315/16 war er oft Augenzeuge des Geschehens. Vor allem im Hinblick auf die tendenziöse Darstellung des Johannes Kantakuzenos ist die weitgehend objektive und zuverlässige Darstellung des Gregoras unentbehrlich.
Die anderen Schriften des Gregoras, die teilweise noch unveröffentlicht sind, belegen seine große Vielseitigkeit. Unter ihnen sind die Geschichte der Auseinandersetzung mit Palamas; Biografien seines Onkels und Lehrers Johannes, Metropolit von Herakleia, und des Märtyrers Codratus von Antiochia; Beerdigungsreden für Theodoros Metochites und die beiden Kaiser Andronikos; Kommentare über die Irrfahrten des Odysseus und zu Synesios von Kyrenes Abhandlung über Träume, Schriften über Rechtschreibung und Worte von zweifelhafter Bedeutung, die philosophische Abhandlung Florentios oder über die Weisheit, astronomische Abhandlungen über das Osterdatum und das Astrolabium und eine umfangreiche Korrespondenz.

## Ausgaben und Übersetzungen
- Rhomäische Geschichte / Historia Rhomaike. Übersetzt und erläutert von Jan Louis van Dieten. In Fortsetzung der Arbeit von Jan Louis van Dieten übers. und erl. von Franz Tinnefeld. 6 Bände in 7 Teilen (Bibliothek der griechischen Literatur Band 4, 8, 9, 24, 39, 59, 66). Hiersemann, Stuttgart 1973–2007.
- Antirrhetika I. Hrsg., übers. und kommentiert von Hans-Veit Beyer, Wien 1976, ISBN 3-7001-0179-1.
- Nicéphore Gregoras: Correspondance. Hrsg. und (ins Französische) übers. von R. Guilland, 2. Auflage, Paris 1967 (Collection byzantine).
- Nicephori Gregorae explicatio in librum Synesii "De insomniis". Scholia cum glossis. Hrsg. von Paolo Pietrosanti, Bari 1999, ISBN 88-7949-200-4.
- J. Mogenet, A. Tihon, R. Royez, A. Berg (Hrsg.): Nicéphore Grégoras - Calcul de l’éclipse de soleil du 16 Juillet 1330. Corpus des astronomes byzantins I. Amsterdam 1983, ISBN 978-9070265342.